# Mordyjacha
Mordyjacha (rusky Мордыяха) je řeka v Jamalo-něneckém autonomním okruhu v Ťumeňské oblasti v Rusku. Je 300 km dlouhá. Povodí má rozlohu 8350 km².

## Průběh toku
Odtéká z jezera Jambuto. Ústí do Karského moře dvěma rameny. Zprava přijímá řeku Sjojacha.

## Vodní stav
Zdrojem vody jsou sněhové a dešťové srážky.

## Využití
Řeka je bohatá na ryby (síh muksun, síh malý). Při ústí se vyskytují také navaga evropská a koruška evropská.